# Українська асоціація нейропсихології
| Абревіатура: УАНП           |
| Дата заснування: 2018 рік   |
| Країна: Україна             |
| Президент: Владислав Князєв |
| Сайт: https://uanp.org.ua/  |

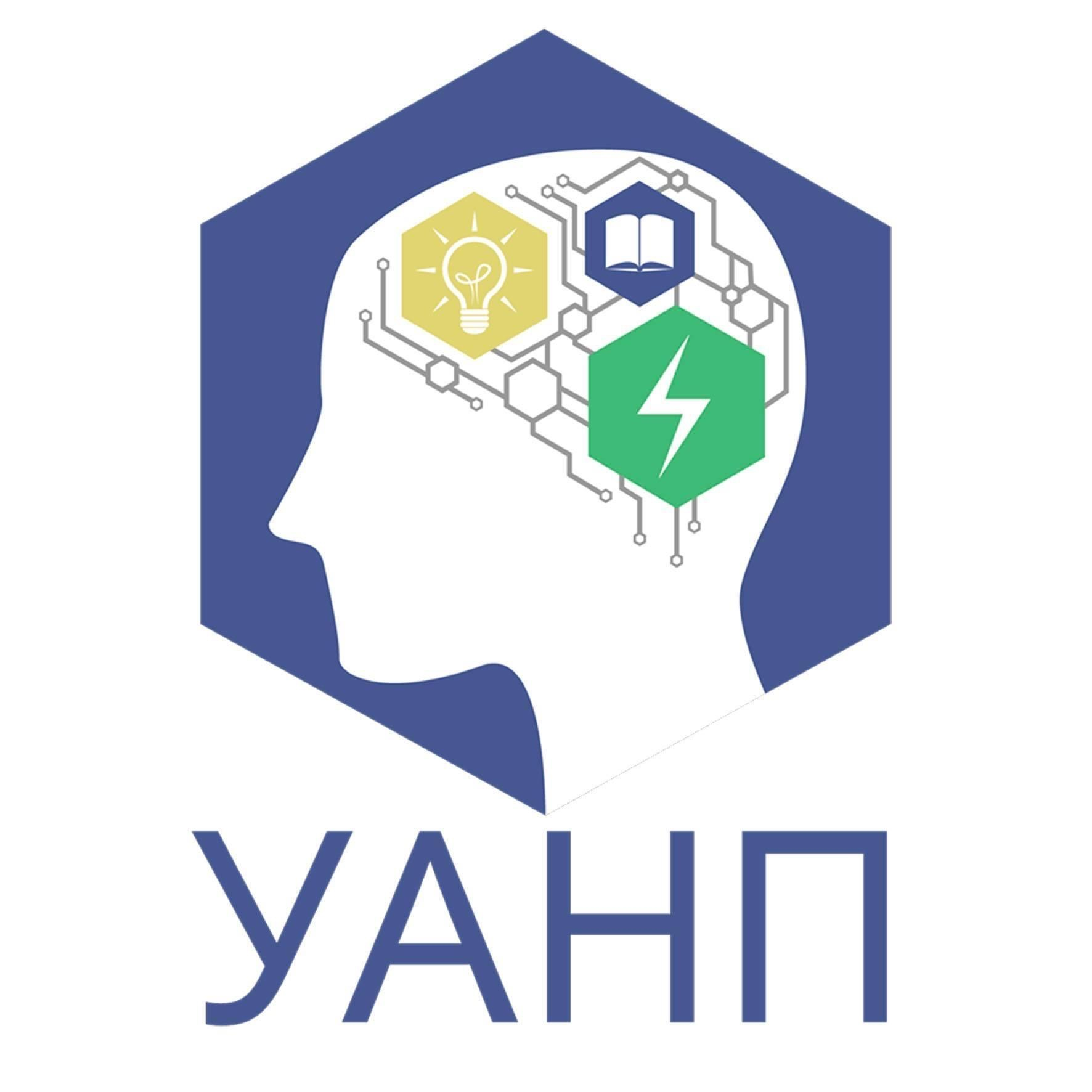
Українська асоціація нейропсихології

Українська асоціація нейропсихології (УАНП) — всеукраїнська громадська організація, що об'єднує для наукової та практичної співпраці психологів, психотерапевтів, лікарів, дефектологів та логопедів з метою застосування нейропсихологічного підходу в корекційній, терапевтичній та консультативній роботі у сфері психічного здоров'я дітей та дорослих. З 2022-го року УАНП є дійсним членом Національної психологічної асоціації (НПА).

## Події
листопад 2019-го року — перший науково-практичний форум

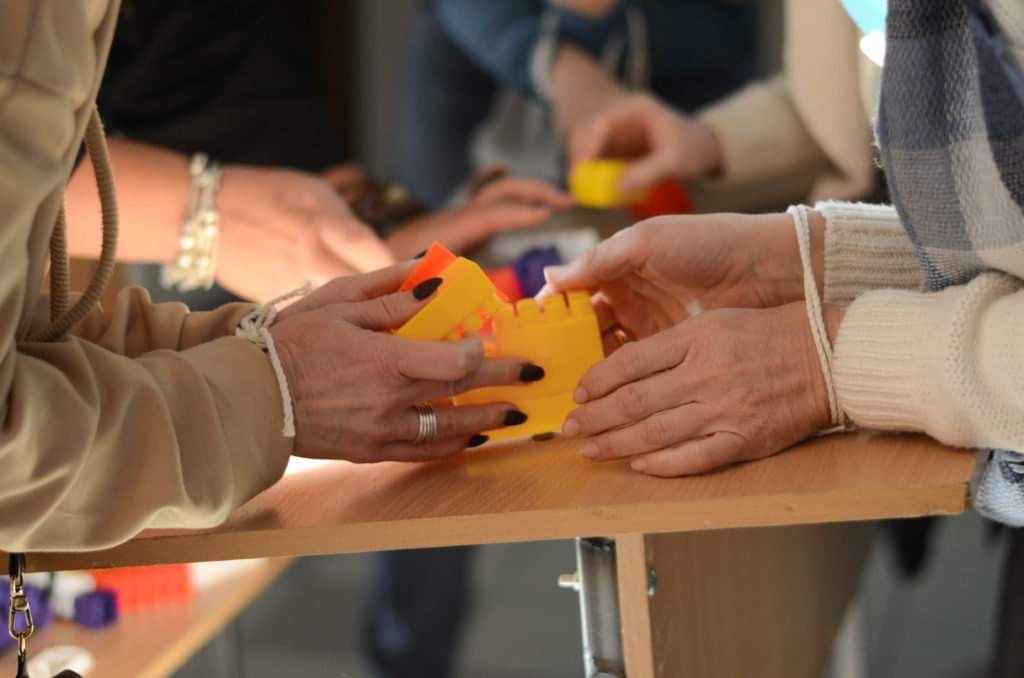
Фото з майстер-класу науково-практичного форуму

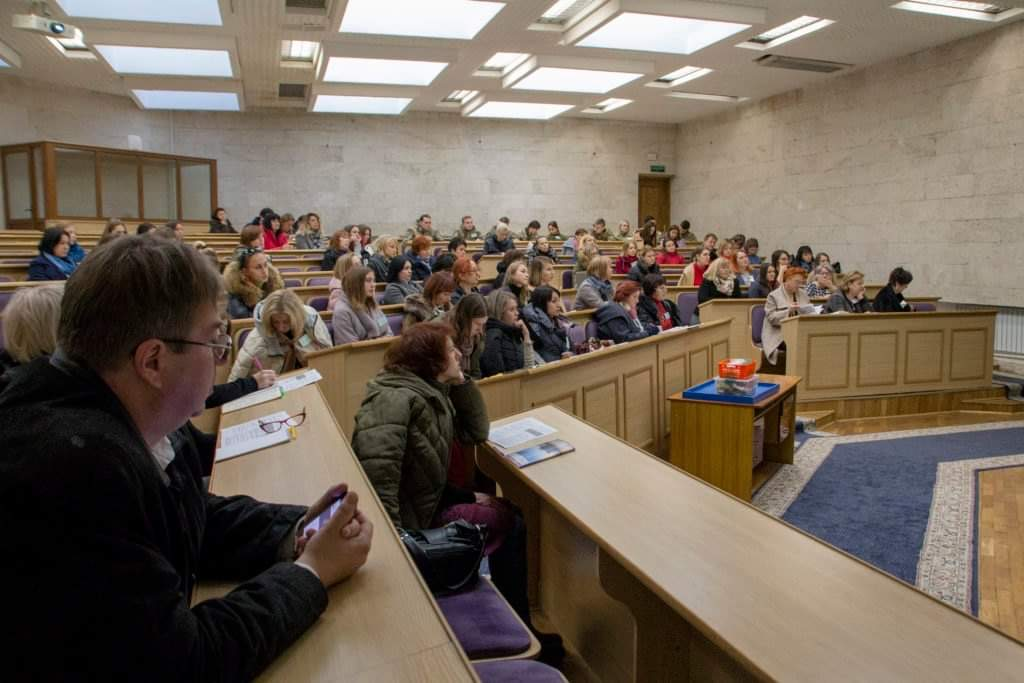
Доповідь на науково- практичному форумі

Перший науково-практичний форум Української асоціації нейропсихології пройшов у Київському національному університеті ім. Тараса Шевченка. У форматі доповідей були розкриті теми функціональної асиметрії мозку, аутоагресивної поведінки підлітків, формування комунікативної толерантності, типології соціальної дезадаптації підлітка, прийомів супроводу та корекції з дітьми із РДУГ. Також в рамках науково-практичного форуму пройшло п'ять лінійок майстер-класів. Форум поєднав теоретичний підхід та практику, а також здобув просвітницьку місію доступних знань, адже студенти університету могли відвідати його безкоштовно.

листопад 2020-го року — онлайн-конференція «Комплексна нейропсихологічна допомога дітям: сучасний підхід»
На онлайн-конференції були представлені теми проблемно-орієнтованого підходу та функціонального дизайну в нейропсихологічній корекції, нейропсихології агресії, розладів харчової поведінки у дітей з ураженням ЦНС, процесу адаптації першокласників крізь призму нейропсихологічної парадигми, музичній терапії в нейропсихологічній практиці та ін.

квітень 2020-го року — онлайн-конференція "Шлях до єдності. Нейропсихологія і психотерапія "
В рамках онлайн-конференції були розкриті теми клініко-психопатологічних особливостей ПТСР, психотерапевтичного контракту, принципів роботи з канцерофобією, особливостей корекції та терапії з підлітками з РАС, законів роботи мозку, тіків у підлітків, причин та особливостей корекції заїкання у підлітків та ін.

## Монографія
Монографія «Нейропсихологічні та психокорекційні методи подолання поведінкових порушень у дітей» (2022) складається з трьох розділів: методологічні засади психологічної та нейропсихологічної кореції, прийоми та методи нейрокорекції, нейрокорекція окремих розладів. Кожен розділ включає серію статей. Монографія містить статті про створення корекційних програм, опис методів та прийомів нейрокорекції, кейси з досвіду роботи.